# Kozov
Vesnice Kozov leží v nejzápadnějším cípu olomouckého okresu na pravém břehu řeky Třebůvky asi 20 km od Litovle a 3 km od Bouzova. Tato vesnice je část obce Bouzov. Kozov leží na spojovací cestě mezi Moravou a Čechami. Od severu je chráněn bezděkovským svahem a má mírnou polohu. Vesnice se skládá ze dvou částí. Starší část se nazývá „dědina“ a novější část „Blážovec“ nebo „mexiko“. V roce 2009 zde bylo evidováno 46 adres. V roce 2001 zde trvale žilo 96 obyvatel.
Kozov je také název katastrálního území o rozloze 1,62 km2.

## Historie

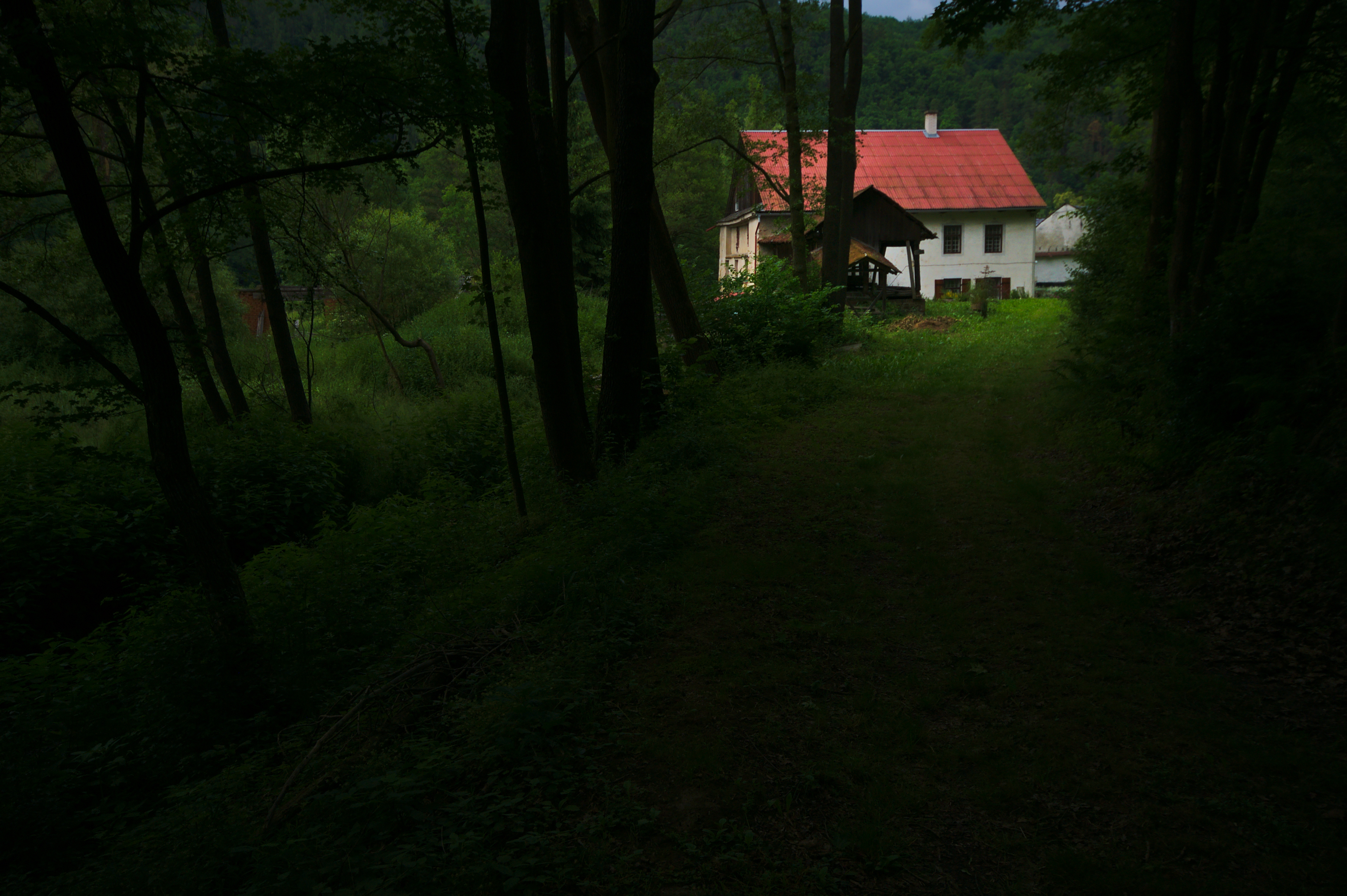
Balatkův mlýn

První písemná zmínka o obci pochází z roku 1348  či 1349, kdy obec patřila pod panství sídlící na hradu Špraněk. Již roku 1382 ale patřila pod panství sídlící na hradě Bouzov, kde vydržela až do konce 16. století. Jeden z dalších majitelů byl například Jan Pergar z Pergu. Roku 1699 získal ves řád německých rytířů.
V roce 1545 bylo ve vesnici uváděno pouze 6 rodin.
U obce se na říčce Třebůvce nachází Balatkův mlýn, jenž nese jméno po mlynářském rodu, který se sem přesídlil z nedalekých Dolů.
Roku 1813 tu byla otevřena škola, roku 1875 byla otevřena nová školní budova, která byla funkční do 70. let 20. století.
Mezi léty 1850–1919 byl součástí Svojanova, v tomto roce získává samostatnost.

## Obyvatelstvo

### Struktura
Vývoj počtu obyvatel za celou obec i  za jeho jednotlivé části uvádí tabulka níže, ve které se zobrazuje i příslušnost jednotlivých částí k obci či následné odtržení. 
| Místní části   | Místní části | 1869 | 1880 | 1890 | 1900 | 1910 | 1921 | 1930 | 1950 | 1961 | 1970 | 1980 | 1991 | 2001 | 2011 |
| -------------- | ------------ | ---- | ---- | ---- | ---- | ---- | ---- | ---- | ---- | ---- | ---- | ---- | ---- | ---- | ---- |
| Počet obyvatel | část Kozov   | 235  | 226  | 221  | 193  | 218  | 191  | 192  | 147  | 138  | 138  | 105  | 100  | 96   | 82   |
| Počet domů     | část Kozov   | 33   | 33   | 34   | 35   | 36   | 36   | 38   | 39   | 95   | 34   | 29   | 32   | 36   | 37   |

## Pamětihodnosti
- krucifix ve středu obce mezi kaplí a školou. Ve školní zahradě je busta T.G.Masaryka, již z období železné opony.
- kaple z roku 1884[6]
- aquadukt u Balatkova mlýna[6]
- Valáškův grunt, někdy též zvaný zámeček[6]